# Desa Nangerang (administrativ by i Indonesien, Jawa Barat, lat -6,78, long 106,83)
Desa Nangerang är en administrativ by i Indonesien.   Den ligger i provinsen Jawa Barat, i den västra delen av landet, 60 km söder om huvudstaden Jakarta.